# Cércafo
En la mitología griega Cércafo era uno de los helíadas, hijo por tanto del dios del Sol, Helios, y de la ninfa Rodo.
Los helíades recibieron el gobierno de Rodas después de la expulsión de los telquines, poderosos démones con cabeza de perro que desafiaron a los dioses al manejar los fenómenos atmosféricos y hacer llover agua de la laguna Estigia. Para exterminarlos Zeus provocó la inundación de la isla, pero la mayoría de los telquines lograron huir. Entonces Helios, al que le había correspondido la posesión de Rodas, la hizo emerger de las aguas con sus rayos, la bautizó con el nombre de su amada Rodo y dio su gobierno a los siete hijos que había tenido con ella. 
Pero envidiosos de las habilidades de su hermano Ténages, cuatro de los restantes helíadas planearon su asesinato. Cuando el crimen se descubrió fueron expulsados de Rodas, por lo que sólo quedaron en la isla los dos hermanos que no habían participado, esto es, Cércafo y Óquimo. 
Oquimo, que era el mayor, se hizo con el trono de Rodas. Con Hegetoria tuvo una hija llamada Cídipe o Cirbia, que acabó casándose con Cércafo, que se convertía así en heredero de su hermano. Sin embargo, Cidipe estaba prometida a Ocridión, pero la traición de un heraldo de este la dio en matrimonio a Cércafo. Por esto, desde entonces, ningún heraldo se atrevía a entrar en el templete de Ocridión. Según otra versión, Ocridión consiguió casarse con Cidipe, pero Cércafo, que la amaba, la raptó y no regresó hasta que Oquimo era ya un anciano.
Cércafo y Cidipe tuvieron tres hijos, llamados Camiro, Lindo e Ialiso, epónimos de las tres ciudades principales de Rodas y de las circunscripciones en las que se dividió, aunque Píndaro afirma que estos eran hijos de la misma Rodo y hermanos, por tanto, de Cércafo.
| Predecesor: Óquimo | Reyes míticos de Rodas | Sucesor: Camiro, Lindo e Ialiso |

## Otros personajes del mismo nombre
- Un hijo de Eolo que fue padre a su vez de Ormeno, al abuelo de Fénix.